# سقوط اصفهان (۱۳۸۷ میلادی)
با سقوط‌های اصفهان اشتباه نگیرید.
محاصره اصفهان از سوی ارتش تیمور در سال ۱۳۸۷ میلادی (دوشنبه ،   ۵ شهریور ۷۶۶) و در جریان یورش سه ساله رخ داد.

مربوط به سال ۱۵۳۳ میلادی _ اصفهان

## زمینه
تیمور برای پیوست کردن پادشاهی آل مظفر به قلمرو خود، باید دو شهر اصلی آنان اصفهان و شیراز را می‌گرفت. هنگامی که در سال ۱۳۸۷، تیمور با ارتش خود به اصفهان رسید، شهر بی‌درنگ تسلیم شد از همین روی همان‌گونه که معمولاً با شهرهای تسلیم شده رفتار می‌کرد، با اصفهانیان نیز با مهربانی نسبی رفتار کرد. پس از اندکی، اصفهانیان با کشتن شدن مأموران دریافت باج و برخی از سربازان تیمور، علیه مالیات‌گیری تیمور برخاستند. تیمور شهر را محاصره کرد و با کمی کوشش آن را پس گرفت.

## کشتار شهروندان
وی پس از بازیابی کنترل بر شهر، دستور کشتار شهروندانی را که در برابرش ایستادگی کرده بودند داد. شمار کشته‌شدگان دست کم ۷۰٬۰۰۰ نفر است. یک گواه عینی بیش از ۲۸ برج ساخته شده با هر کدام از ۱۵۰۰ سر را شمارش کرده‌است. این پرخاش در جایگاه «استفاده سیستماتیک از ترور علیه مردم» (وجه جدایی‌ناپذیر از عنصر راهبردی تیمور) توصیف شده‌است که وی آن را به‌عنوان راهی برای جلوگیری از خونریزی به‌وسیلهٔ دلسرد کردن مقاومت می‌دانست. کشتارهای او گزینشی بود و از خون هنرمندان و دانشمندان می‌گذشت. این امر بعداً بر کشورگشای بزرگ ایرانی نادرشاه تأثیر گذارد.

## پیامد
پس از کشتار، اصفهان از تیمور پیروی کرد و از این رو، او به تصرف شیراز رفت. وارونِ رخدادهای پس از محاصره هرات، تیمور هیچ‌یک از سازه‌ها و معماری‌ها را در اصفهان ویران نکرد و اجازه داد اهمیت و نفوذ آنها در ایران پابرجا بماند.

## بن‌مایه
- همکاری‌کنندگان ویکی‌پدیا، «Siege of Isfahan (1387)»، ویکی‌پدیای انگلیسی، دانشنامهٔ آزاد (بازیابی ۵ اسفند ۱۳۹۹)

1. ↑  Chaliand, Gerard; Arnaud Blin (2007). The History of Terrorism: From Antiquity to Al Qaeda. University of California Press. p. 87. ISBN 978-0-520-24709-3. isfahan Timur.